# Сєдих Юрій Георгійович
Ю́рій Гео́ргійович Сєди́х (11 червня 1955 — 14 вересня 2021) — український радянський легкоатлет, метальник молота, дворазовий олімпійський чемпіон, рекордсмен світу.

## Життєпис
Юрій Сєдих народився в Російській РФСР, в місті Новочеркаськ Ростовської області. 1967 року розпочав заняття легкою атлетикою. Його першим тренером був Володимир Іванович Воловик. Спочатку тренування проходили в ДСТ «Буревісник», а згодом, коли Сєдих розпочав служити в армії, в СКА в Києві. В 1973 році він увійшов до складу молодіжної збірної СРСР.
Чинний досі світовий рекорд, 86 метрів 74 сантиметри, Сєдих встановив на чемпіонаті Європи з легкої атлетики 1986 року, що проходив у Штутгарті, Німеччина. Крім Юрія Сєдих тільки Сергій Литвинов з інших метальників зумів перевищити результат у 86 метрів. Результат білоруса Івана Тихона, який метнув молот на 86 метрів 73 сантиметра на Олімпійських іграх 2004, анульований через виявлення заборонених речовин у його допінг-пробі Афінської олімпіади.
На відміну від багатьох інших метальників Юрій робив тільки три, а не чотири оберти. Він вважав, що цього досить, оскільки з чотирма обертами показував ті ж результати. Тренера спортсмена Анатолія Бондарчука вважають одним з найкращих тренерів з метання молота у світі. Сєдих часто тренувався з легшими й важчими молотами.
Легкоатлет виграв монреальську та московську олімпіади, а також зайняв перше місце на Іграх доброї волі 1986 року й на чемпіонаті світу 1991 року.
Юрій Георгійович щорічно організовував літній табір метальників молота в США. Його співвітчизник і суперник Сергій Литвинов тренував білоруських метальників: Івана Тихона й Вадима Дев'ятовського. Техніка Юрія полягала в тому, щоб викинути молот вліво й дозволити йому обертати метальника, у той час як Литвинов відстоював рівномірне прискорення молота.
Сєдих був одружений з колишньою радянською метальницею Наталією Лисовською, яка вигравала змагання з штовхання ядра на сеульській Олімпіаді. У 1992 році в них народилась донька Алексія. Із середини 1990-х років мешкав у Парижі, Франція, де працював викладачем фізкультури в університеті.
Пішов із життя, маючи 66 років.